# Mujannaṯūn
Mujannaṯūn (en árabe: مخنثون‎ ‘afeminados’, singular mujannaṯ) era un término utilizado en árabe clásico para referirse a hombres afeminados o personas de características sexuales ambiguas que parecían femeninas o que socialmente tenían roles típicamente desempeñados por mujeres. Es un adjetivo a menudo considerado como peyorativo. Mujannaṯūn, especialmente los de la ciudad de Medina, se mencionan frecuentemente en el hadiz y en las obras de muchos de los primeros escritores árabes e islámicos. Durante el Califato ortodoxo (Era Rashidun) y la primera mitad del Califato Omeya, estuvieron fundamentalmente asociados con la música y el entretenimiento. Durante el Califato abasí, la palabra en sí se utilizaba como descriptor de los hombres empleados como bailarines, músicos o comediantes.
En épocas posteriores, el término mujannaṯ se asociaba con la pareja pasiva en las prácticas sexuales homosexuales, una asociación que ha persistido hasta la actualidad. Janiṯ es un término árabe vernáculo usado en algunas partes de Arabia para denotar el rol de género atribuido a los hombres y ocasionalmente a personas intersexuales que sexualmente, y también socialmente, adoptan roles de mujeres. El término está estrechamente relacionado con la palabra mujannaṯ .

## Etimología
No están claros los orígenes del término. El lexicógrafo árabe del siglo VIII Jalil ibn Ahmad conectaba mujannaṯ con junṯa, que significa hermafrodita / intersexual. Según el lexicógrafo árabe del siglo IX Abū ʿUbayd al-Qāsim ibn Sallām, el término mujannaṯ en cambio deriva del verbo janaṯa, que significa «doblar la boca de un odre de agua para beber», lo que sugiere algo lánguido o delicado. Esta definición alcanzó prominencia entre los eruditos islámicos hasta la época medieval, cuando el término se asoció con la homosexualidad.

## Menciones en el hadiz
Mujannaṯūn existía en la Arabia preislámica, durante la época del profeta islámico Mahoma y las primeras eras islámicas. Varios hadices indican que los mujannaṯūn se usaban como sirvientes masculinos para las mujeres ricas en los primeros días del Islam, debido a la creencia de que no estaban interesados sexualmente en el cuerpo femenino. Estas fuentes no afirman que los mujannaṯūn fueran homosexuales, solo que «carecían de deseo».
Según el erudito iraní Mehrdad Alipour, «en el período premoderno, las sociedades musulmanas eran conscientes de cinco manifestaciones de ambigüedad de género: esto se puede ver a través de figuras como el jasi (eunuco), el hijra, el mujannaṯ, el mamsuh y el junṯa (hermafrodita / intersexual)». Los eruditos occidentales Aisya Aymanee M. Zaharin y Maria Pallotta-Chiarolli dan la siguiente explicación del significado del término mujannaṯ y sus formas árabes derivadas en la literatura del hadiz:
Varios académicos como Alipour (2017) y Rowson (1991) señalan referencias en el Hadiz a la existencia de mujannaṯ: un hombre que lleva la feminidad en sus movimientos, en su apariencia y en la suavidad de su voz. El término árabe para una mujer trans es mujanniṯ, ya que quieren cambiar sus caracteres de sexo biológico, mientras que las mujannaṯ presumiblemente no quieren/no lo hacen. El mujannaṯ u hombre afeminado es obviamente masculino, pero se comporta naturalmente como una mujer, a diferencia del junṯa, una persona intersexual, que podría ser tanto hombre como mujer. Irónicamente, aunque no hay ninguna mención obvia de mujannaṯ, mujanniṯ, o junṯa en el Corán, este libro sagrado reconoce claramente que hay algunas personas, que no son ni masculinas ni femeninas, o que están en el medio, y/o que también podrían ser «no-procreativas» [عَقِيم] (Surah 42 Ash-Shuraa, versículo 49-50).
Según un hadiz, este incidente fue provocado por un sirviente mujannaṯ de la esposa de Mahoma, Umm Salama, al hablar sobre el cuerpo de una mujer. Este comentario pudo haber convencido a Mahoma de que los mujannaṯūn solo fingían no tener interés en las mujeres y, por lo tanto, no se podía confiar en ellos.
Aisha dice: Amujannaṯ solía entrar con las esposas del Profeta. Ellas (la gente) lo contaban entre los que no tenían deseos carnales. Un día el Profeta entró con nosotras cuando él estaba con una de sus esposas, y estaba describiendo las cualidades de una mujer, diciendo: Cuando se adelanta, se adelanta con cuatro (pliegues del vientre), y cuando retrocede, retrocede con ocho (pliegues del vientre). El Profeta dijo: ¿No me parece que éste sabe de qué está hablando? Entonces ellas (las esposas) le quitaron el velo.
Esta historia sitúa el incidente en la época del Sitio de Taif. Sin embargo, los eruditos dicen que esto solo se refiere a aquellos mujannaṯūn que fingían y en realidad no carecían de deseo por las mujeres. En cuanto a los que no fingen, se les permite entrar con mujeres.
La literatura islámica primitiva rara vez comenta los hábitos del mujannaṯūn. Parece que pudo haber alguna variación sobre cuán «afeminados» eran, aunque hay indicios de que algunos adoptaban aspectos de la vestimenta femenina o al menos la ornamentación. Un hadiz afirma que un mujannaṯ musulmán que se había teñido las manos y los pies con henna (tradicionalmente una actividad femenina) fue desterrado de Medina, pero no asesinado por su comportamiento.
Llevaron ante el Profeta a un mujannaṯ que se había teñido las manos y los pies con henna. Él preguntó: ¿Qué le pasa a este hombre? Le resondieron: ¡Apóstol de Alá! El utiliza la vestimenta de las mujeres. Así que le sentenció y fue desterrado a an-Naqi'. La gente dijo: ¡Apóstol de Alá! ¿No deberíamos matarlo? Él dijo: Se me ha prohibido matar a la gente que reza. AbuUsamah dijo: Naqi' es una región cercana a Medina y no a Baqi.
Otros hadices también mencionan el castigo del destierro, tanto en relación con el sirviente de Umm Salama como con un hombre que trabajaba como músico. Mahoma describía al músico como un mujannaṯ y amenazaba con desterrarlo si no ponía fin a su inaceptable carrera.
Más allá de estos incidentes, hay pocas fuentes que profundicen sobre el mujannaṯūn durante la vida de Mahoma.

## En eras posteriores
Durante los Califatos ortodoxo y omeya, varios mujannaṯūn de Medina se establecieron como músicos célebres. Un mujannaṯ particularmente prominente con el laqab Tuways («pequeño pavo real») nació en Medina el día en que murió Mahoma.
Hay pocas fuentes que describen por qué Tuways fue etiquetado como mujannaṯ, o qué comportamiento suyo se consideró afeminado. Ninguna fuente describe su sexualidad como inmoral o insinúa que se sintiera atraído por los hombres, y se informa que se casó con una mujer y tuvo varios hijos durante su vida. Si bien se lo describe como no religioso o incluso frívolo con la religión en muchas fuentes, otras lo contradicen y lo describen como un musulmán creyente. Su principal asociación con la etiqueta parece provenir de su profesión, ya que la música era interpretada principalmente por mujeres en las sociedades árabes. Tuways es descrito como el primer mujannaṯ en realizar un «canto perfecto» caracterizado por patrones rítmicos definitivos en Medina. También era conocido por su agudo ingenio y su habilidad con la pandereta, que anteriormente se había asociado solo con mujeres músicas.
Algunos eruditos creen que Tuways y otros músicos mujannaṯūn eran una clase intermedia en la clase social más asociada con la interpretación musical: mujeres en la época preislámica, mujannaṯūn en el califato ortodoxo y los primeros califatos omeyas, y principalmente hombres no mujannaṯ en períodos posteriores. Si bien muchos todavía desaprobaban el mujannaṯūn en general en esta época, los músicos entre ellos, era no obstante valorados y apreciados por su habilidad. Algunos de los mujannaṯūn más conocidos también serían como intermediarios y casamenteros para hombres y mujeres.
Si bien Tuways se describe típicamente como el principal músico mujannaṯ de Medina durante su vida, las fuentes históricas describen a otros que desempeñaron un papel similar proporcionando entretenimiento musical y poético. Un hombre con el laqab al-Dalal («el coqueto») es mencionado como uno de los alumnos de Tuways. Se le presenta como un hombre ingenioso, pero a veces grosero, que «amaba a las mujeres» pero no tenía relaciones sexuales con ellas. A diferencia de Tuways, algunos cuentos que involucran a al-Dalal sugieren que se sentía atraído por los hombres.

## Persecución y decadencia
Si bien la persecución esporádica de mujannaṯūn se remonta a la época de Mahoma, su persecución gubernamental a gran escala comenzó en el califato omeya. Según Everett K. Rowson, profesor de Estudios Islámicos y del Medio Oriente en la Universidad de Nueva York, esto puede haber sido provocado por «una conexión percibida entre el travestismo y la falta de un compromiso religioso adecuado». Algunas fuentes asocian el comienzo de la persecución severa con Marwan I y su hermano Yahya, que fue gobernador bajo el mandato del califa Abd al-Malik ibn Marwan, mientras que otras lo sitúan en la época del hijo de Abd al-Malik, Al-Walid I. Se dice que el gobernador de La Meca bajo el mandato de al-Walid «emitió una proclama contra los mujannaṯūn», además de otros cantantes y bebedores de vino. Dos músicos mujannaṯūn llamados Ibn Surayj y al-Gharid fueron nombrados específicamente como sujetos afectados por esta proclamación, con al-Gharid huyendo a Yemen y no regresando jamás. Al igual que al-Dalal, al-Gharid se describe no solo como «afeminado» sino como homosexual en algunas fuentes. Más allá de estos dos hombres, se sabe relativamente poco de los mujannaṯūn de La Meca, en comparación con el grupo más conocido de Medina.
El caso más severo de persecución se remonta a la época del hermano y sucesor de al-Walid, Suleimán I. Según varias variantes de esta historia, el califa ordenó la castración completa de los mujannaṯūn de Medina. Algunas versiones de la leyenda indican que todos fueron obligados a someterse al procedimiento, mientras que otras afirman que solo unos pocos lo fueron; en el último caso, al-Dalal casi siempre se incluye como uno de los mujannaṯūn castrados.
Algunas variantes de la historia añaden una serie de ocurrencias supuestamente pronunciadas por los mujannaṯūn antes de su castración:
Tuways: «Esto es simplemente una circuncisión a la que debemos someternos de nuevo».
al-Dalal: «¡O más bien la Circuncisión Suprema!»
Nasim al-Sahar («Brisa del amanecer»): «¡Con la castración me he convertido en un mujannaṯ de verdad!»
Nawmat al-Duha: «¡O mejor dicho, nos hemos convertido en mujeres de verdad!»
Bard al-Fu'ad: «Nos hemos ahorrado la molestia de llevar un pico para la orina».
Zillal-Shajar («Sombra bajo los árboles»): «¿Qué haríamos con un arma sin usar, de todos modos?» 
Después de este evento, los mujannaṯūn de Medina comenzó a desvanecerse de las fuentes históricas, y la siguiente generación de cantantes y músicos tenía pocos mujannaṯūn en sus filas. Rowson afirma que aunque muchos detalles de las historias de su castración fueron indudablemente inventados, «este silencio apoya la suposición de que sufrieron un gran golpe en algún momento alrededor del califato de Suleimán».
En los días del califa abasí al-Mamun, los mujannaṯūn que trabajaban como entretenimiento en ese momento estaban más asociados con bufones de la corte que con músicos famosos, y el término en sí parece haberse convertido en sinónimo de un individuo empleado como comediante o mimo. Los califas abasíes al-Mamun y al-Mutawakkil emplearon a un famoso mujannaṯ llamado Abbada como actor en obras de comedia. Actuaba como un bufón cuyo acto dependía de la burla y el «bajo humor sexual», el último de los cuales implicaba el alarde de su «homosexualidad pasiva». Estas características definirían a mujannaṯūn en épocas posteriores, y nunca recuperaron el estatus relativamente estimado que tenían en los primeros días en Medina.

## Opiniones religiosas
El erudito del siglo VIII Ibn Shihab al-Zuhri declaró que uno debe orar detrás de mujannaṯūn solo en casos de necesidad. Algunos eruditos de los siglos XIII y XIV, como an-Nawawi y al-Kirmani, clasificaban a mujannaṯūn en dos grupos: aquellos cuyos rasgos femeninos parecen inmutables, a pesar de los mejores esfuerzos de la persona para detenerlos, y aquellos cuyos rasgos son cambiantes pero se niegan a detenerse. Algunos eruditos islámicos como Ibn Hajar al-'Asqalani afirmaban que todos los mujannaṯūn debían hacer un esfuerzo por cesar su comportamiento femenino, pero si esto resultaba imposible, no eran dignos de castigo. Aquellos que no hacían ningún esfuerzo por volverse menos «afeminados», o que parecían «disfrutar (su afeminamiento)», eran dignos de culpa. En esta época, mujannaṯ había desarrollado su asociación con la homosexualidad, y Badr al-Din al-Ayni veía la homosexualidad como «una extensión más atroz de tajannuṯ», o comportamiento afeminado.
Yusuf Ibn 'Abd al-Barr declaró que los mujannaṯūn en su época eran «conocidos por ser promiscuos» y se parecían a las mujeres en «suavidad, habla, apariencia, acento y pensamiento». Estos mujannaṯūn fueron a los que inicialmente se les permitió ser sirvientes de las mujeres, ya que no demostraban ninguna atracción física por el cuerpo femenino.

## Visión moderna
Si bien a veces se les clasifica como personas transgénero, los mujannaṯūn como grupo no encajan claramente en ninguna de las categorías occidentales de género o sexualidad utilizadas por la comunidad LGBT. Aunque probablemente no eran predominantemente cisgénero o heterosexuales, no se puede decir tampoco que fueran u hombres homosexuales o mujeres transgénero. Había demasiada variedad entre un mujannaṯ y el siguiente para establecer una etiqueta específica para su género o identidad sexual, y el significado del término ha ido cambiando con el tiempo. Los eruditos occidentales Aisya Aymanee M. Zaharin y Maria Pallotta-Chiarolli ven el término mujannaṯ como una referencia a los hombres que son «obviamente hombres» y se comportan como mujeres, pero que no quieren someterse a una cirugía de reasignación de sexo, en contraste con las personas transgénero o intersexuales.
Del mismo modo, mientras se dice que algunos mujannaṯūn han practicado la homosexualidad, otros no lo hicieron, lo que complica los esfuerzos para etiquetarlos como hombres homosexuales. Según Muhsin Hendricks:
Mahoma trató con un grupo de hombres afeminados en Medina llamados «mujannaṯūn». Sin embargo, aunque este grupo de Mujannaṯūn sí poseía cualidades de hombres homosexuales modernos, no se puede decir que los Mujannaṯūn representen plenamente a los hombres homosexuales modernos, ya que tenían prácticas no comunes a los hombres homosexuales contemporáneos.
A finales de la década de 1980, Mufti Muhammad Sayyid Tantawy de Egipto emitió una fetua apoyando el derecho de aquellos que encajan en la descripción de mujannaṯūn a someterse a una cirugía de reasignación de sexo; Tantawy parece haber asociado el mujannaṯūn con el concepto de hermafroditismo o individuos intersexuales. El ayatolá Jomeini de Irán emitió fetuas similares casi al mismo tiempo. La fetua inicial de Jomeini también se refería a las personas intersexuales, pero luego especificó que la cirugía de reasignación de sexo también estaba permitida en el caso de las personas transgénero. Debido a que la homosexualidad es ilegal en Irán pero el transgénero es legal, algunas personas homosexuales se han visto obligadas a someterse a una cirugía de reasignación de sexo y a pasar al sexo opuesto, independientemente de su identidad de género real. Debido a las fetuas de Jomeini que permiten la cirugía de reasignación de sexo para personas intersexuales y transgénero, Irán lleva a cabo más operaciones de cambio de sexo que cualquier otra nación del mundo excepto Tailandia. Está sancionado como una supuesta «cura» para la homosexualidad, que se castiga con la pena de muerte según la legislación iraní. El gobierno iraní incluso financia hasta la mitad del costo para quienes necesitan asistencia financiera y el cambio de sexo se reconoce en el certificado de nacimiento.
Según el sitio web salafista IslamQA.info, fundado por el erudito salafista saudí Muhammad Saalih al-Munajjid, si una persona considera que una persona junṯa o intersexual tiene un género poco claro, no está permitido que se case con una mujer hasta que un profesional médico confirma que es hombre. Además, al-Munajjid argumenta que:
La palabra mujannaṯ («afeminado») se refiere a una persona que se comporta como una mujer en cuanto a delicadeza, habla, apariencia, movimientos, etc. Las personas afeminadas son de dos tipos. (i) Los que han sido creados así; no hay pecado en ellos. (ii) Aquellos que no fueron creados de esa manera, sino que eligen imitar a las mujeres en sus movimientos y en su forma de hablar. Este es el tipo que se maldice en los hadices sahih.
En algunas regiones del sur de Asia, como India, Bangladés y Pakistán, las hijras se reconocen oficialmente como un tercer género que no es ni masculino ni femenino, un concepto que algunos han comparado con mujannaṯūn.